# Campoplex tarsatus
Campoplex tarsatus är en stekelart som först beskrevs av Carl Gustav Alexander Brischke 1880.  Campoplex tarsatus ingår i släktet Campoplex och familjen brokparasitsteklar. Inga underarter finns listade.